# Holger Almqvist
Erik Gustaf Holger Almqvist, född 30 juni 1907 i Gällersta, Närke, död 1978, var en svensk konstnär. 
Han var son till smidesmästaren Axel Almqvist och Alma Pettersson och från 1936 gift med  Anna-Margareta Palmer.
Almqvist studerade vid Harald Erikssons målarskola i Örebro, Konstakademin i Stockholm 1933-1936 och under studieresor till Frankrike och Spanien. Han har haft separatutställningar i Stockholm och ett flertal gånger i Örebro samt medverkat i samlingsutställningarna Unga tecknare på Nationalmuseum, Vårsalongen på Liljevalchs konsthall och i Örebro, Malmö och Karlskoga.
Han tilldelades Ester Lindahls stipendiet 1936.
Almqvist konst består av modellstudier, porträtt, stilleben och landskapsmotiv från Närke, Skåne, Stockholm, Paris och Mallorca i olja eller tempera.
Almqvist är representerad vid Örebro läns museum, Örebro läns landsting och Moderna museet.